# Pulzusmérő

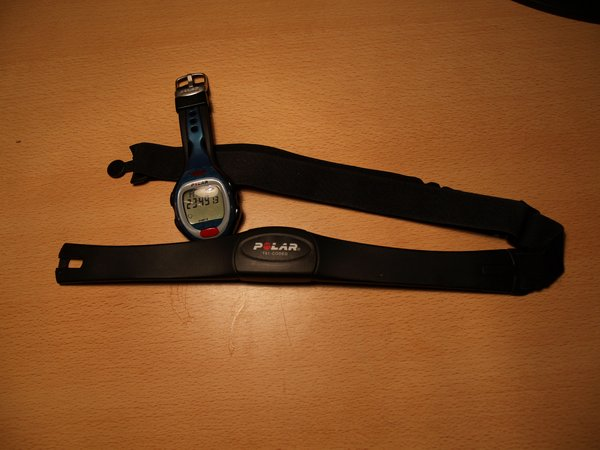
Polar S610 pulzusmérő mellövvel

A pulzusmérő olyan eszköz, amely lehetővé teszi a felhasználó pulzusának folyamatos mérését. Általában két részből áll: egy mellkasra csatolható jeladóból és egy csuklón lévő monitorból (mely általában óraként is funkcionál). Mellövmentes pulzusmérők is léteznek, ezek a ujjon mérik a szívdobogás sebességét. A fejlettebb modellek a pulzus-változékonyságot is képesek mérni.
Az első EKG-pontosságú, vezeték nélküli pulzusmérőt a finn Polar Electro építette meg 1977-ben Finnország nemzeti sífutó csapatának. A pulzusszámon alapuló edzéstervek a nyolcvanas években terjedtek el a profi sportolók világában. A kilencvenes években már a hobbi szintű futók, kerékpárosok is használni kezdték e szerkezeteket céljaik eléréséhez.
A mellövön lévő elektródák közvetlen kapcsolatban állnak a bőrrel, melyen a szív által keltett elektromos feszültség mérhető. Szívütés érzékelésekor egy rádiójelet küld a jeladó a csuklón lévő órára, mely kiszámolja percenkénti ütések számát. A drágább órák a rádiójelben megjelölik a pulzus forrását, hogy egy népes sportrendezvényen (például maraton) több, egymáshoz közel működő szerkezet ne zavarja egymást. 2005 decemberében az amerikai Textronics Inc. bemutatta az első pulzusmérő jeladóval felszerelt melltartót, mellyel a női sportolók mentesülhetnek a mellöv felcsatolásának fáradalmaitól.
Számtalan modell létezik a piacon, melyek akár a profi élsportolók igényeit maradéktalanul kiegészítik, az edzésekről statisztikákat, pulzusgörbéket rajzolnak, illetve a mért sebességadatokkal összekapcsolva, a számítógépre letöltve azt akár az interneten továbbküldhetővé teszi.

## Fordítás
- Ez a szócikk részben vagy egészben  a   Heart rate monitor című angol Wikipédia-szócikk fordításán alapul.  Az eredeti cikk szerkesztőit annak laptörténete sorolja fel. Ez a jelzés csupán a megfogalmazás eredetét és a szerzői jogokat jelzi, nem szolgál a cikkben szereplő információk forrásmegjelöléseként.

## Külső hivatkozások
- Pulzusmérés.lap.hu - linkgyűjtemény